# Hr3
hr3 ist die Popwelle des Hessischen Rundfunks (hr) und neben hr1, hr2-Kultur, hr4, hr-info und You FM eines der sechs Hörfunkprogramme der Sendeanstalt. Die Studios des Programms befinden sich im hr-Funkhaus in Frankfurt; von dort wird produziert und gesendet. Die bei hr3 gespielte Musik stammt größtenteils aus dem Bereich der deutschen und internationalen Popmusik: Aktuelle Titel aus den Charts werden bei hr3 mit den Hits der letzten 30 Jahre kombiniert.

## Geschichte des Senders
Das dritte Programm (auch: 3. Programm) des Hessischen Rundfunks wurde am 1. Juni 1964 gegründet. Sendestart von hr3 als Servicewelle unter dem derzeitigen Namen war am 23. April 1972; damit bot das 3. Hörfunkprogramm des Hessischen Rundfunks als zweiter deutscher Sender einen Verkehrs-Informationsdienst rund um die Uhr.
„hr3 – die Servicewelle aus Frankfurt“ sendete Hinweise der Verkehrspolizei und der Automobilverbände. Zudem machten an allen Autobahnauffahrten und wichtigen Bundesstraßen in Hessen blaue Hinweisschilder mit dem Logo des Senders sowie der Angabe der Empfangsfrequenzen den Autofahrer auf die Möglichkeit aufmerksam, sich „funkgesteuert“ auf der günstigsten Fahrtroute leiten zu lassen. Die enge Zusammenarbeit mit Bayern 3, der bereits bestehenden Servicewelle des Bayerischen Rundfunks in München, bot Autofahrern ein Informationsnetz über große Teile Deutschlands bis weit nach Österreich.
Ab 1975 übernahm die Servicewelle hr3 dann auch die Information der Binnenschifffahrt und wurde damit auf ein Gebiet ausgedehnt, das im hessischen Wirtschaftsleben eine wichtige Rolle spielte. So warnte hr3 bei akuter Gefahr, Behinderungen durch Hoch- und Niedrigwasser, Eisgang oder Nebel und meldete
Schiffsstauungen sowie Großveranstaltungen, die die Schifffahrt unvorhersehbar beeinträchtigten.
Jahrelang war das Markenzeichen der damaligen Servicewelle und ihrer Verkehrsredaktion „Das Radiobienchen“: In dem kleinen Flugzeug war regelmäßig ein hr3-Reporter für den Sender über Hessen unterwegs und warnte aus der Vogelperspektive alle Autofahrer vor Verkehrsbehinderungen.
Am 2. Mai 1977 – mit Beginn des Sommerprogramms – stellte hr3 den Programmaustausch mit Bayern 3 ein. Dem Hessischen Rundfunk bot sich damit die Möglichkeit, das hr3-Programm auch in den zuvor von Bayern 3 übernommenen Stunden speziell auf den hessischen Hörer abzustimmen.
Ende der 1970er-Jahre begannen die Moderatoren Werner Reinke und Thomas Koschwitz, eine eigens für das Radio erfundene Privatfehde als kabarettistische Einlage zu kultivieren. Teils störten sie die Sendungen des Kollegen, teils machten sie sich in aufeinander folgenden Sendungen gegenseitig nieder. Dieser inszenierte Dauerstreit war eine Mischung aus Vorbereitung und Improvisation: für die Hörer war nicht erkennbar, welche Attacken abgesprochen oder gar gemeinsam ausgearbeitet worden waren und wann die Kontrahenten ihrem Gegenüber echte Streiche spielten, um dessen Schlagfertigkeit auf die Probe zu stellen. Da der Schlagabtausch zunehmend nach dem Muster einer Seifenoper konzipiert wurde, erhöhte sich die Hörerbindung, weil manche Spitzen nur in Kenntnis der Vorgeschichte verständlich waren und viele Hörer den absehbaren „Vergeltungsschlag“ nicht versäumen wollten.
Im Gegensatz zur heutigen einheitlichen Struktur bestand das hr3-Musikprogramm in den 70er Jahren aus einer Mischung aus Schlagern, Operette, Volks- und Popmusik. Ein solches musikalisches Potpourri kommt heute nur noch an speziellen Tagen vor.
Einen Schritt in die heutige Richtung ging man aber bereits fünf Jahre nach Sendestart, als im Rahmen einer Programmerweiterung Abendsendungen wie „hr3 Top Time“ und „Hard ‘n‘ Heavy“ ins Leben gerufen wurden. Zu Beginn der 1980er Jahre wurde hr3 dann endgültig zur Popwelle. So erfanden 1981 – in der „inspirierenden Atmosphäre einer Frankfurter Kneipe“ – der damalige hr3-Chef Werner Klein mit den Moderatoren Martin Hecht, Werner Reinke und Thomas Koschwitz neue Sendungstitel. Das so entwickelte neue hr3-Programm ging dann im Mai 1981 mit Sendungen wie „Pop & Weck“, „Pinboard“, „Mittags-Diskotheke“, „Stereobox“, „hr-Dreierlei“ und „hr dry on the rocks“ on air.
hr3 war der erste Hörfunksender, bei dem eine Nonstop-DJ-Sendung ausgestrahlt wurde, die „hr3 Clubnight“. Diese lief ab dem 5. Mai 1990 lange Jahre in hr3, bis sie von hr XXL, dem damaligen jungen Hörfunkprogramm des Hessischen Rundfunks, übernommen wurde. Bis zur Einstellung am 14. Juni 2014 war die „hr3 clubnight“ im Nachfolgeprogramm You FM zu hören.
Eine der beliebtesten hr3-Sendungen der 1990er Jahre war die „hr3 Bombi-Show“, die vom hr3-Chef Jörg Bombach („Bombi“) und Mirko Förster („IM Jäger“) moderiert wurde. Während des Winterhalbjahres hatte sie freitagsmorgens ihren festen Sendeplatz. Regelmäßige Live-Auftritte hessischer Bands und Blasorchester machten die „hr3 Bombi-Show“ zur einzigen deutschen Radio-Morgenshow mit Live-Musik. Zudem durfte jede Woche ein Hörer als „Schnittchen-Assi“ live im Studio dabei sein. Doch nicht nur die Sendung entwickelte sich über die Jahre zum Kult, sondern auch das sprechende Schaf Manfred. Dieses war in den 1990er Jahren eigentlich kreiert worden, um technische Probleme während der Sendung zu überbrücken. Für Aufsehen sorgte nach einigen Jahren die Nachricht, dass Manfred plötzlich gesunden Nachwuchs zur Welt gebracht habe. Dies wurde als „biologische Sensation“ propagiert.
1994 verkündete der Sender, dass die hr3-Morgensendung „hr3 pop & weck“, das Studio und die Moderatoren phasenweise plötzlich parallel zum Radio im dritten hessischen Fernsehprogramm zu sehen war. Im Oktober 2015 wurde der langjährige Name der Morgensendung von „hr3 pop & weck“ in „hr3 Morningshow“ umbenannt. Ein erneuter Namenswechsel fand von Januar bis Juni 2016 statt, als die Sendung in „Die Daniel Fischer-Morningshow“ umbenannt wurde. Grund dafür war der Start des Radiomoderators Daniel Fischer: Nach 16 Jahren Arbeit für den Konkurrenzsender FFH hatte er zu hr3 gewechselt. Nach fünf Monaten trennten sich die Wege jedoch bereits wieder und seit dem 11. Juli 2016 moderiert Tobias Kämmerer zusammen mit Tanja Rösner wieder die – erneut umbenannte – „hr3 Morningshow“.
hr3 war und ist neben dem täglichen Hörfunkprogramm auch für zahlreiche Großveranstaltungen verantwortlich, wie z. B. „hr3 @night“. Das größte eintägige Radiofestival Deutschlands fand zunächst in den Jahren 2001 und 2002 in Kassel statt, bevor es ab 2005 in Frankfurt weitergeführt wurde. Auf vielen in der Stadt verteilten Bühnen traten bekannte Bands, DJs, Comedians und natürlich die hr3 Moderatoren auf. Insgesamt fand die Großveranstaltung zehnmal in Frankfurt statt.
Nach 22 Jahren an der Spitze des Senders übergab der hr3-Chef Jörg Bombach am 1. Dezember 2014 die Leitung an seinen Nachfolger Jan Vorderwülbecke, der seitdem die hr-Programme hr3 und You FM gemeinsam unter einem Dach führt.

Logo bis 2004
Logo von 2004 bis 2015
Logo von 2015 bis 2023
Logo seit 2023

## Programm & Zielgruppe
Seit der Entstehung des Senders hat sich das Programm von hr3 grundlegend verändert: Aus dem ehemals reinen Verkehrssender „hr3 – Die Servicewelle aus Frankfurt“ ist eine Popwelle geworden. hr3 möchte besonders Familien und Berufstätige von 25 bis 49+ Jahren ansprechen und ein unterhaltsames und informatives Tagesbegleitprogramm anbieten. Hierzu zählen Themen aus allen hessischen Regionen, Anregungen für den Alltag, Comedy sowie unterhaltende Programmaktionen, Wetter (aus dem ARD-Wetterkompetenzzentrum) und – im Halbstundentakt – Weltnachrichten. Dazu greift hr3 auf das weltweite ARD-Korrespondentennetz zurück. Bei dem Mix aus Unterhaltung, Information, Service und Comedy liegt der Fokus auf der Musik („Deine Hits im Lieblingsmix“).
hr3 sendet Montag bis Freitag in der Zeit von 5 Uhr bis 21 Uhr, Samstag und Sonntag sowie an hessischen Feiertagen von 6 Uhr bis 21 Uhr. In der übrigen Zeit werden „hr3 - Pop die Abendshow!“ sowie die „hr3 Popnacht!“, produziert von SWR3, ausgestrahlt.
Das Tagesprogramm von hr3 ist montags bis freitags folgendermaßen unterteilt: Morgens um 5 Uhr beginnt der Tag mit der „hr3 Morningshow“ mit Tanja Rösner und Tobi Kämmerer. Ab 10 Uhr gibt es dann „hr3 bei der Arbeit“ mit Jasmin Pour, worauf dann ab 14 Uhr der „hr3 Nachmittag“ mit Carmen Schmalfeldt läuft. Von 18 bis 21 Uhr führen wechselnde Moderatorinnen und Moderatoren durch die Sendung „hr3 Freundeskreis“, meistens Gunnar Töpfer, Mirko Förster oder Kate Menzyk.
Der Samstag startet um 6 Uhr mit „hr3 am Samstagmorgen“ mit Jasmin Pour oder Conny Hapke, um 9 Uhr folgt Marcel Wagner mit der Sendung „hr3 am Samstagvormittag“. Um 14 Uhr folgt dann „hr3 am Samstagnachmittag“, und den Abschluss des Tages macht dann ab 18 Uhr wie unter der Woche auch der „hr3 Freundeskreis“. Die jeweiligen Moderatoren der letzten beiden Samstagssendungen wechseln wöchentlich.
Der Sonntag ist in folgenden vier Programmblöcke unterteilt: Beginnend um 6 Uhr startet der Tag mit „hr3 am Sonntagmorgen“, dem hessischen Held der Woche und dem Tatort-Check. Moderiert wird hier von Johannes Sassenroth. Ab 10 Uhr übernimmt Moderatorin Bärbel Schäfer bis 12 Uhr mit ihrer Sendung „Der Sonntagstalk in hr3“, in der sie ihre Gäste zu den unterschiedlichsten Themen interviewt. Zu Gast sind Prominente aus Unterhaltung, Politik, Wirtschaft, Sport, Wissenschaft, Literatur und Kunst, aber auch Menschen aus dem Alltag, die einen persönlichen Einblick in ihr Leben geben. Um 12 Uhr geht es mit „hr3 am Sonntagmittag“ mit Gunnar Töpfer weiter, wo u. a. einen Blick auf die kommende „hr3 Morningshow“-Woche geworfen wird. Von 17 bis 20 Uhr präsentiert Moderator Frank Seidel seine „hr3 Chartshow“, in der er die 30 beliebtesten Hits der hr3-Hörer spielt, neue Songs vorstellt und Trivia präsentiert. Nach den Nachrichten um 20 Uhr präsentiert Frank Seidel noch einmal Wetter und Verkehr, bevor bis 21 Uhr in der Sendung „hr3 Deine Hits im Lieblingsmix“ eine Stunde ununterbrochen Musik ohne Verkehrsinformationen gespielt wird.
Außerdem macht hr3 neben seinem Programm auch mit Programmaktionen auf sich aufmerksam. Dabei verloste der Sender bereits z. B. in „Hessens größte Autojagd“ Autos, die die Hörer zuvor anhand verschiedener im Tagesprogramm gegebener Informationen suchen mussten, oder zahlte seinen Hörern im Zuge der Aktion „Happy home, happy Hessen – Miete frei mit hr3“ ein Jahr lang die Miete oder den Hauskredit.
Im Januar 2020 führte hr3 seinen neuen Claim „hr3 – Zuhause in Hessen“ ein, um Regionalität und Hörernähe künftig noch mehr in den Vordergrund zu stellen. Vorherige Claims lauteten z. B. „hr3 – Die mit den Lieblingssongs“, „hr3 – Voll im Leben“, „hr3 – Die Musik in mir“ und „hr3 – Hier spielt die Musik“. Neue Stationvoice des Senders seit 2024 ist Michael Lott.
Laut Media-Analyse 2024 Radio hat hr3 montags bis freitags eine Tagesreichweite von 869.000 Hörern (+9.000 gegenüber dem Vorjahr) sowie im Durchschnitt – montags bis freitags von 6 bis 18 Uhr – 218.000 Hörer pro Stunde.

## Moderatoren (Auswahl)
Bekannte Moderatoren sind u. a. Tobias Kämmerer, Tanja Rösner, Kate Menzyk, Bastian Bender, Stefan Frech, Mathias Münch und Bärbel Schäfer.
Bekannte ehemalige Moderatoren:
- Jan Böhmermann
- Jörg Bombach
- Daniel Boschmann
- Andreas Bursche
- Liesel Christ
- Lars Cohrs
- Rainer Maria Ehrhardt
- Susanne Fröhlich
- Tim Frühling
- Anke Genius
- Daniel Hartwich
- Martin Hecht
- Heinz Günter Heygen
- Thomas Koschwitz
- Peter Lack
- Stefanie Ludwig
- Volker Rebell
- Klaus Reichert
- Werner Reinke
- Marcus Rudolph
- Jens Schulenburg

## Auszeichnungen
hr3, seine Sendungen und Mitarbeiter erhielten seit der Gründung des Senders diverse Auszeichnungen und Preise. Im Folgenden sind einige wichtige Ehrungen aufgeführt:
- 1973: Goldene Verdienstnadel des Automobilclubs von Deutschland (AvD) „für ihren unermüdlichen Einsatz gegen das Verkehrschaos, vor allem während der Urlaubszeit“.
- 1974: Christophorus-Team-Preis 1973 des HUK-Verbandes „für die Beiträge zur Verkehrssicherheit und die wertvollen Informationen der Kraftfahrer über den 	Verkehrsablauf in Hessen und den angrenzenden Bundesländern“.
- 1976: AvD-Sicherheitsschild „für hervorragende Leistungen in der Verkehrssicherheitsarbeit“.
- 1977: Ehrenplakette des Deutschen-Touring-Automobil-Clubs (DTC) „für ihre Verdienste um die motorisierten Verkehrsteilnehmer“.
- 1978: Deutscher Verkehrssicherheitspreis für die Aktion „Sichere Knöpfe für die Knöpfe“ – auf Initiative des hr wurden alle Frankfurter U-Bahn-Wagen mit kindergerechten Drucktasten ausgerüstet.
- 1979: Ehrenzeichen der Deutschen Verkehrswacht in Gold und Silber „in Anerkennung ihrer Verdienste um die Verkehrssicherheit“
- 1979: Christophorus-Hauptpreis 1978 des HUK-Verbandes, „weil hr3 kontinuierlich 	und mit großer Intensität dem Hörer hilfreich die Hand zu dessen eigener 	Sicherheit geboten hat“.
- 1980: Christophorus-Autoren-Anerkennungspreis an Karl-Heinz Hattemer und Frank Franke
- 1983: Christophorus-Autorenpreis 1982 an Frank Franke
- 1986: „Christophorus-Preis“ an Frank Franke
- 1987: Verkehrssicherheitspreis in Gold an Frank Franke
- 1989: Christophorus-Autorenpreis 1989 an Frank Franke
- 1992: Beim „International Radio Festival of New York“ wird die hr3-Radioshow „Leider gut“ als das beste Radio-Unterhaltungsmagazin der Welt („Best Entertainment Magazin“) ausgezeichnet.„Erfinder“ und Moderatoren der Sendung sind Martina Regel und Frank Seidel.
- 1996: Die Leser der Zeitschrift SPEX wählen neben ihren Lieblings-Comics, -Filmen, -TV-Serien und –Schauspieler auch ihre liebste Radio-Sendung. Gleich zweimal ist der hr vertreten: Auf Platz 12 kam die „ClubNight“ von hr3, auf Platz 1 „Der Ball ist rund“, ebenfalls hr3.
- 2000: Der hr3-Moderator Marcus Rudolph erhält „Das goldene Mikro“ als bester Radiomoderator Deutschlands. Gleichzeitig belegt er mit seiner hr3-Morgensendung „pop & weck“ in der Kategorie „Die beste Radio-Morgensendung“ den zweiten Platz. „Das goldene Mikro“ ist der Medienpreis der deutschen Stromversorger, die – vertreten durch die IZE (Informationszentrale der Elektrizitätswirtschaft) – öffentlich-rechtliche Rundfunkanstalten aus ganz Deutschland zum Wettbewerb aufgefordert hatten.
- 2001: Der hr3-Chef Jörg Bombach wird bei den „New York Festivals Radio Awards“ als „Beste Radio-Persönlichkeit“ ausgezeichnet.
- 2002: Die Sendung „Der Ball ist rund“ von hr3-Moderator Klaus Walter wird zum 18. Mal ausgezeichnet, als die Leser der Musikzeitschrift SPEX sie zur zweitbesten Radiosendung wählen.
- 2002: Die hr3-Sendung „0138-6000-Show“ mit Peter Lack(enegger) und Marcus (Ruudi) Rudolph wird bei den „New York Festivals“ mit dem Internationalen Radiopreis für die „Best Comedy/Humor Personality“ ausgezeichnet. So feiern die Moderatoren gleich zwei Anlässe: Den Radiopreis und den zehnjährigen Geburtstag der Sendung.
- 2003: Die hr3-Moderatoren Mirko Förster und Tobias Kämmerer erhalten den RadioJournal-Rundfunkpreis in der Kategorie „Umgang mit den Hörern“. Im Zuge der hr3-Aktion „hr3-Firmenhymnen – Hits fürs Firmenglück“ wurden aus den beiden Moderatoren die „hr3-Starkomponisten“ Gerd Glitter und Roy Rakete, die für mehrere hessische Firmen eigene Hymnen komponierten und interpretierten.
- 2003: Die hr3-Sendung „0138-6000-Show“ mit Peter Lack(enegger) und Marcus (Ruudi) Rudolph wird bei den „New York Festivals“ mit dem Internationalen Radiopreis für die „Best Comedy/Humor Personality“ ausgezeichnet.
- 2004: Warner Music ehrt hr3 mit einer Doppel-Platin-Auszeichnung für die Idee und Mitproduktion des bundesweiten Radio-Comedy-Erfolges „Die Gerd Show“.
- 2005: Zum dritten Mal erhalten die Moderatoren Peter Lack(enegger) und Marcus (Ruudi) Rudolph den Internationalen Radio Award für ihre Sendung „0138-6000-Show“ in der Kategorie „Best Comedy/Humor Personality“.
- 2008: Jörg Bombach wird für seine Sendung „pop&weck“ beim „International Radio Broadcasting Award 2008“ in der Kategorie „Personality Local Market“ geehrt; der damalige hr3-Wellenchef erhält den Preis nach 2001 bereits zum zweiten Mal.

## Empfangsmöglichkeiten
hr3 wird derzeit über 12 UKW-Frequenzen in Hessen ausgestrahlt, die weit über die Grenzen des Bundeslandes zu empfangen sind. Außerdem ist der Sender über DVB-S sowie im analogen und DVB-C Unitymedia-Kabelnetz in Hessen sowie in Kabelnetzen der angrenzenden Bundesländer zu empfangen. Auch der weltweite Empfang über das Internet wird angeboten. Seit 1. Dezember 2011 ist hr3 zusammen mit den anderen Programmen des hr auch über DAB+ empfangbar.
Neben den bereits genannten Empfangsmöglichkeiten bietet hr3 auch mehrere Podcasts an, die die Hörer auf der Homepage des Senders abrufen können.